# New Orleans Saints
I New Orleans Saints sono una squadra di football americano della NFL con sede a New Orleans. Competono nella South Division della National Football Conference. La franchigia nacque nel 1967 come expansion team, fondata da John W. Mecom Jr., David Dixon e dalla città di New Orleans. La squadra disputa le sue gare interne al Caesars Superdome dal 1974.
I Saints hanno vinto otto titoli di division e il Super Bowl XLIV nel 2009 guidati dal quarterback Drew Brees e dall'allenatore Sean Payton. Sono una delle due squadre, assieme ai New York Jets ad avere vinto nella loro unica partecipazione al Super Bowl.
Al 2024, secondo la rivista Forbes, il valore dei Saints è di circa 4,4 miliardi di dollari, ventottesimi tra le franchigie della NFL.

## Storia

### L'era di Jim Mora

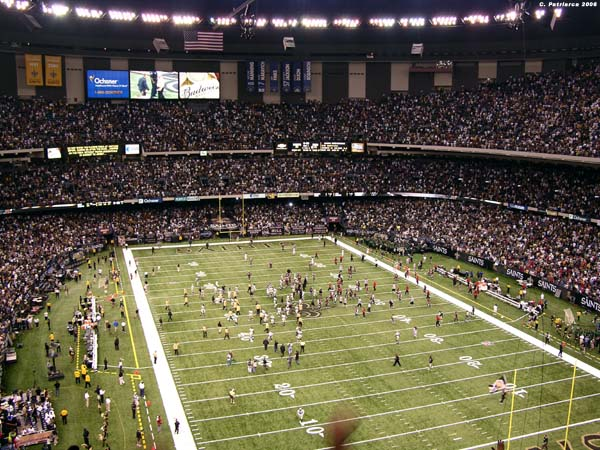
Il Louisiana Superdome.

L'attuale proprietario dei Saints Tom Benson acquistò la franchigia nel 1985, assumendo Jim Finks come general manager e Jim Mora come capo allenatore. Quella combinazione fornì ai Saints il loro primo record vincente della storia e la loro prima apparizione ai playoff, con un record di 12–3 nella stagione 1987, la quale ebbe una partita in meno a causa dello sciopero dei giocatori. I playoff furono nuovamente raggiunti nel 1991 così come il primo titolo di division della franchigia. Durante la permanenza di Mora, i Saints raggiunsero i playoff quattro volte, guidati da una rocciosa difesa soprannominata "Dome Patrol". Malgrado ciò, la squadra non riuscì a vincere alcuna gara di playoff. Mora allenò i Saints fino a metà della stagione 1996, quando si fece da parte in una stagione che terminò con un record di 3-13.

### L'era di Mike Ditka
Dopo la fine della stagione 1996, l'ex allenatore dei Chicago Bears Mike Ditka fu assunto per sostituire Mora. Malgrado ciò inizialmente avesse generato un notevole entusiasmo tra i tifosi dei Saints, la permanenza di Ditka si rivelò un fallimento. I Saints finirono 6–10 nelle sue prime stagioni (1997 e 1998). Durante il draft 1999, Ditka scambiò tutte le scelte di quell’anno, oltre a quelle del primo e terzo giro della stagione seguente, coi Washington Redskins per scegliere nel draft il vincitore dell'Heisman Trophy, il running back dalla University of Texas Ricky Williams nel primo giro. Alla fine Ditka, la maggior parte del suo staff ed il general manager Bill Kuharich furono licenziati alla fine della stagione 1999 terminata con un 3–13 di record.

### L'era di Jim Haslett
Jim Haslett rimase ai Saints dal 2000 al 2005. Nel suo primo anno portò la squadra ai playoff 2001 ma perse coi Minnesota Vikings una settimana dopo aver battuto i St. Louis Rams nella prima vittoria nei playoff nella storia di New Orleans. Dopo aver vinto il premio di dirigente dell'anno nel 2000 Award, il General Manager Randy Mueller fu licenziato tra il 2001 e il 2002 senza spiegazioni da Benson. I Saints non raggiunsero i playoff né nel 2001, né nel 2002, anche se quell'anno batterono i futuri vincitori del Super Bowl XXXVII, i Tampa Bay Buccaneers, in entrambe le partite della stagione regolare, divenendo la seconda squadra della storia a raggiungere tale traguardo.
Nel 2003, i Saints mancarono nuovamente i playoff dopo aver finito 8–8. La stagione 2004 partì male per i Saints, andati 2–4 dopo le prime sei gare e 4–8 dopo 12 partite. A quel punto il lavoro di Haslett parve in bilico; alla fine riuscì a vincere tre gare consecutive riportando i Saints in corsa per i playoff nell'ultima gara della stagione. Nella settimana 17, i Saints batterono i rivali di division di Carolina e furono eliminati quando nella stessa giornata i St. Louis Rams batterono i New York Jets. L'eliminazione avvenne malgrado i Saints avessero battuto due volte i Rams, che avevano terminato con lo stesso record. Rams, Saints e i Vikings erano a pari merito con un record 8–8, ma i Rams avevano un record di 7–5 nella conference, migliore di quelli di i Saints, 6–6, e Vikings, 5–7. I Rams ottennero la prima wild card ed i Vikings la seconda grazie alla vittoria sui Saints nella settimana 6. Haslett fu licenziato dopo la stagione 2005, in cui i Saints finirono 3–13 e senza giocare partite a New Orleans a causa dell'uragano Katrina. Il 17 gennaio 2006, i Saints assunsero Sean Payton come nuovo capo allenatore.

### Effetti dell'uragano Katrina
A causa dei danni che l'uragano Katrina causò al Superdome e all'area di New Orleans, i Saints giocarono la prima gara della stagione in casa contro i New York Giants al Giants Stadium. Le rimanenti gare casalinghe della stagione 2005 furono divise tra l'Alamodome a San Antonio, in Texas, e lo stadio degli LSU Tiger a Baton Rouge, in Louisiana.

### L'era di Sean Payton e Drew Brees

#### Stagione 2006

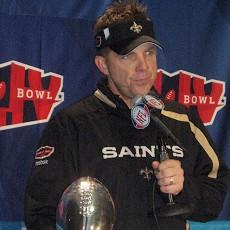
Sean Payton arrivò alla guida dei Saints nel 2006

Il 23 marzo, i Saints annunciarono che le due gare di pre-stagione casalinghe del 2006 sarebbero state giocate a Shreveport in Louisiana e Jackson in Mississippi. Dopo una ristrutturazione da 185 milioni di dollari dello storico stadio, il 6 aprile i Saints annunciarono che tutte le gare casalinghe della stagione si sarebbero disputate al Superdome. Il 19 settembre il proprietario dei Saints Tom Benson annunciò che i biglietti per il Louisiana Superdome erano andati esauriti per tutte le gare della stagione (70.001 posti a sedere) per la prima volta nella storia della franchigia.
La stagione 2006 vide l'arrivo del nuovo quarterback Drew Brees, ventisettenne, proveniente dai San Diego Chargers.
Il 25 settembre 2006, nella prima gara giocata a New Orleans dopo l'uragano Katrina, i Saints vinsero 23–3 contro gli Atlanta Falcons, imbattuti fino a quel momento in stagione. Quella partita registrò in televisione il più alto rating della storia di ESPN con 11,8 e fu vista in 10.850.000 case. Fu il più seguito programma della serata anche in via cavo e, all'epoca, il secondo programma più visto della storia della tv via cavo. I Green Day e gli U2 suonarono rispettivamente "Wake Me Up When September Ends" e "The Saints Are Coming" prima della partita. La gara ricevette il premio di Miglior Momento Sportivo del 2007 agli ESPY Awards. La gara è ricordata dai fan dei Saints per il punt bloccato di Steve Gleason a inizio partita terminato con un touchdown per New Orleans.
Il 17 dicembre 2006, i Saints ottennero il terzo titolo di division della loro storia, il primo nella NFC South. Per la prima volta nella storia i Saints raggiunsero questo traguardo durante una partita casalinga. Sean Payton divenne il secondo allenatore consecutivo dei Saints a vincere la division nella sua prima stagione. Dopo che i Philadelphia Eagles persero coi Dallas Cowboys il giorno di Natale del 2006, i Saints ricevettero il bye per il primo turno per la prima volta nella loro storia.
Dopo aver saltato il primo turno, i Saints batterono i Philadelphia Eagles 27–24 al Superdome nei Divisional Playoff 2006. Nessuna squadra che veniva da un record così modesto nella stagione precedente (3–13) ea andata così avanti dal 1999, quando i St. Louis Rams vinsero il loro primo Super Bowl dopo aver terminato 4–12 la stagione precedente. Questo fu il miglior playoff della storia per i Saints all'epoca. La stagione terminò il 21 gennaio 2007 quando i Saints persero 39–14 coi Chicago Bears nella finale della NFC.

#### Stagione 2007

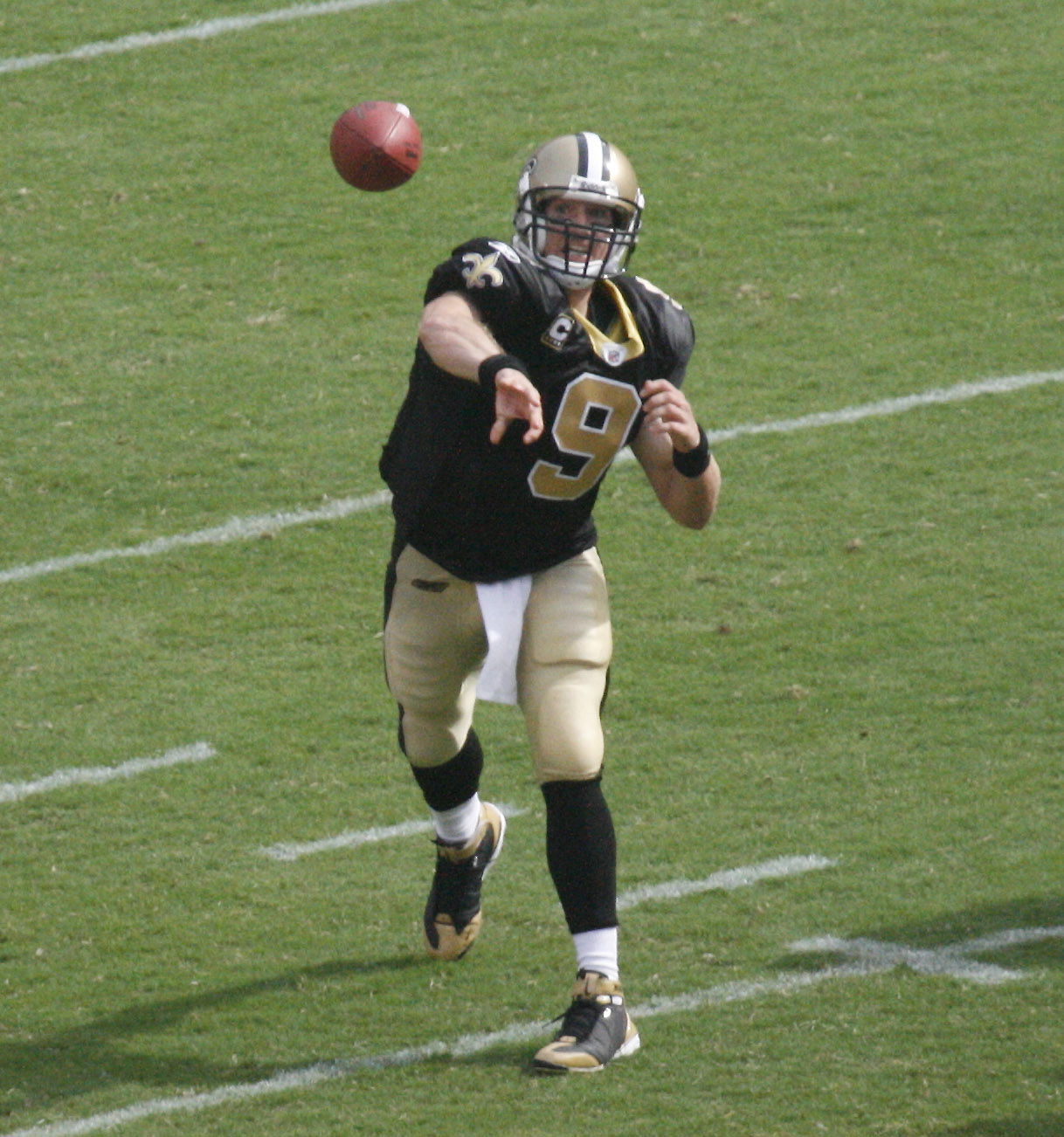
Drew Brees durante una partita in trasferta contro i Redskins nel 2008

I Saints annunciarono che, per la seconda stagione consecutiva, il Louisiana Superdome sarebbe stato esaurito in ogni gara della stagione. Questa statistica risulta particolarmente sorprendente dal momento che la città contava circa 300.000 abitanti, 150.000 in meno di quanti ne avesse nel luglio 2005 (l'area metropolitana contava tuttavia 1,2 milioni di abitanti).
La prima gara stagionale fu contro i campioni in carica, i vincitori del Super Bowl XLI, gli Indianapolis Colts. I Saints persero questa partita, 41–10, ed anche le tre successive. In una di queste tre gare, contro i Tennessee Titans, i Saints persero il running back Deuce McAllister per tutta la stagione. Dopo aver vinto la loro prima gara, contro i Seattle Seahawks, due settimane dopo, la squadra vinse quattro partite consecutive portandosi ad un record di 4-4. Dopo essere stati sul 7–7, i Saints persero le due gare finali terminando 7–9.

#### Stagione 2008
Dopo il deludente 7-9 della stagione precedente, i Saints finirono la stagione 2008 con 8–8, mancando l'accesso ai playoff per il secondo anno consecutivo. I Saints faticarono molto in difesa, ma mostrarono un attacco esplosivo. Drew Brees terminò la stagione a sole 16 yard dallo storico record di Dan Marino di 5 084 yard passate in una singola stagione. Lance Moore mancò per 72 yard il traguardo di una sua prima stagione da 1 000 yard.

#### Stagione 2009: Vittoria del Super Bowl

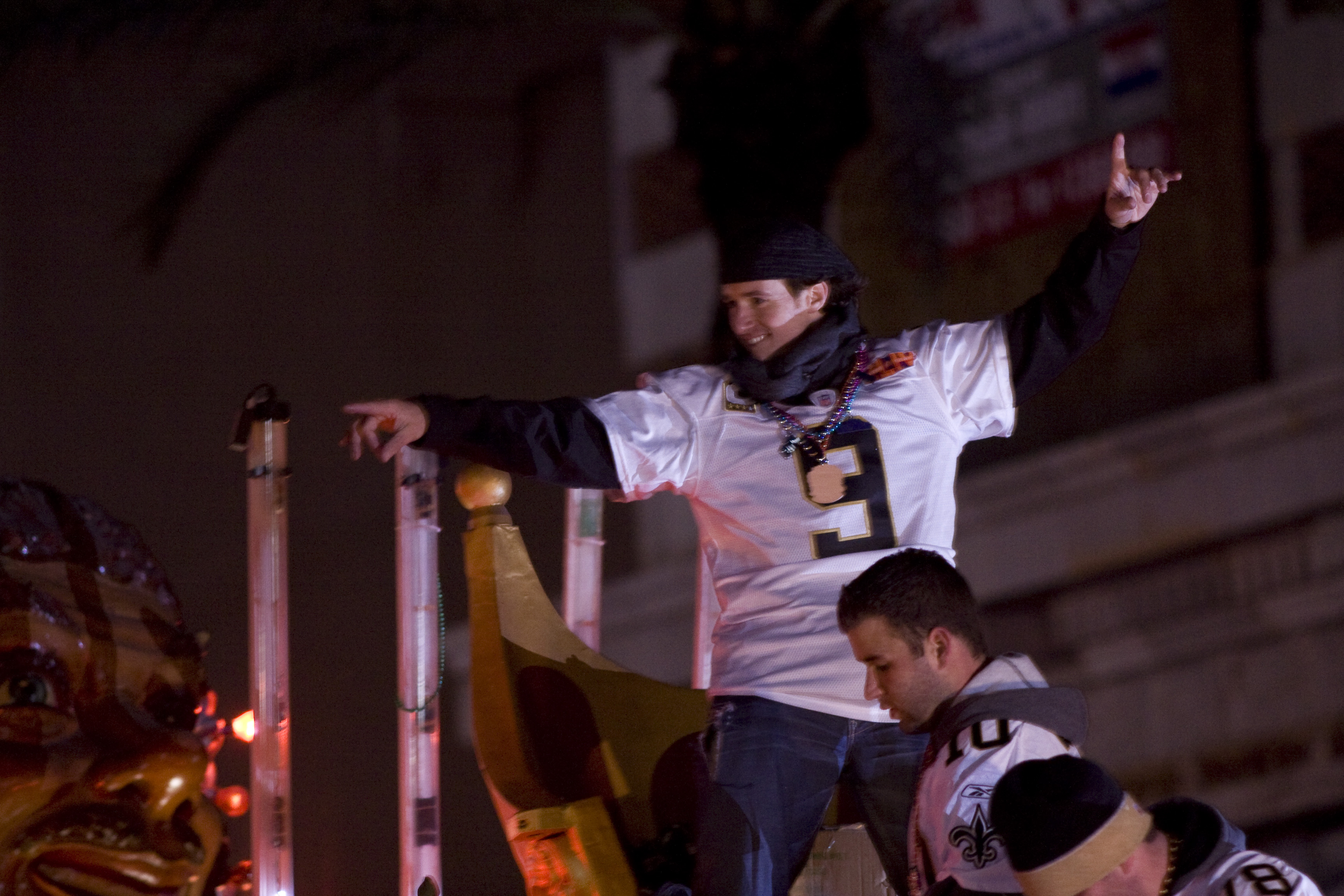
Drew Brees durante la parata di celebrazione della vittoria del Super Bowl a New Orleans

La stagione 2009 fu la più vincente della storia della franchigia e culminò con la prima vittoria del titolo contro gli Indianapolis Colts nel Super Bowl XLIV. La squadra iniziò la stagione con un record di 13–0 con la vittoria sugli Atlanta Falcons, la miglior partenza della storia dei Saints. Grazie a ciò la squadra ottenne il bye per il primo turno dei playoff. Vincendo le prime 13 partite, i Saints stabilirono un record per la miglior partenza di una squadra della NFC dopo la fusione AFL-NFL, sorpassando il precedente record (12–0) stabilito dai Chicago Bears nel 1985. Dopo aver perso coi Dallas Cowboys nella settimana 15, i Saints terminarono la stagione con altre due sconfitte.
Malgrado i loro avversari includessero 9 degli ultimi 15 vincitori del premio di MVP, la squadra avanzò fino alla finale della NFC in cui batté i Minnesota Vikings 31–28 nei tempi supplementari, raggiungendo il primo Super Bowl della storia della franchigia.
Gli sfavoriti Saints sconfissero i Colts 31–17 nel Super Bowl XLIV il 7 febbraio 2010. Drew Brees eguagliò il record del Super Bowl con 32 passaggi completati e vinse il premio di MVP del Super Bowl. Egli lanciò per 288 yard e 2 touchdown. Fu il primo titolo di campioni della lega nella storia dei Saints e la vittoria rappresentò la resurrezione di tutta una città dopo la devastazione causata dall'uragano Katrina.
I dati di ascolto del Super Bowl XLIV furono i più alti nella storia di qualsiasi programma tv.

#### 2012: Lo scandalo delle taglie
Il 2 marzo 2012, la NFL annunciò di aver le prove che "tra i 22 e i 27 giocatori dei Saints", oltre all'ex coordinatore difensivo Gregg Williams, erano coinvolti in un sistema di premi illegali legati a certi obiettivi durante le partite. Tra le altre cose, i giocatori furono scoperti ad incassare bonus per causare infortuni agli avversari. Le indagini facevano riferimento a partite a cominciare dalla stagione 2009. Fu anche scoperto che l'allenatore Sean Payton provò ad insabbiare la cosa e che lui e il general manager Mickey Loomis omisero di porvi fine, come era invece stato loro ordinato dal proprietario Tom Benson.
Le pene per i Saints furono severissime. Williams fu sospeso a tempo indefinito, Payton fu sospeso per l'intera stagione 2012 e Loomis sospeso per le prime 8 gare della stagione 2012. L'assistente capo-allenatore Joe Vitt fu sospeso per le prime 6 gare della stagione 2012. L'organizzazione dei Saints fu multata di 500.000 dollari e privata delle scelte del secondo giro del Draft NFL 2012 e 2013. Per quanto riguarda i giocatori, Jonathan Vilma fu sospeso per l'intera annata 2012, Will Smith e Anthony Hargrove (quest'ultimo trasferitosi ai Seattle Seahawks e poi ai Green Bay Packers), rispettivamente per quattro e otto giornate, e il linebacker Scott Fujita (da due stagioni ai Cleveland Browns) con tre giornate di stop..

## Stadio
Il Mercedes-Benz Superdome è lo stadio di casa dei Saints. Ha una capacità di 76.468 posti a sedere (ampliato) o 73.208 (non ampliato).

## Rivalità
I New Orleans Saints ed i loro tifosi intrattengono rivalità con gli Atlanta Falcons, i Tampa Bay Buccaneers e, per motivi storico-regionali, con i Dallas Cowboys. Hanno inoltre una minor rivalry con i Carolina Panthers.

### Atlanta Falcons
Falcons e Saints sono stati fondati ad un anno di distanza tra loro (rispettivamente nel 1966 e nel 1967) e da allora la vicinanza geografica tra le città di Atlanta e New Orleans ed il fatto che abbiano sempre giocato nella stessa division ha generato una forte rivalità che a tutt'oggi è la più sentita e antica della NFC South. Infatti, sebbene sia i Cowboys che i Redskins giocassero già in città ed avessero molti tifosi negli stati del sud, Falcons e Saints sono state le prime franchigie di football americano professionistico con base nel Deep South. Nonostante la forte carica dovuta alla rivalità, molti sono i "punti di contatto" tra Saints e Falcons, come il kicker Morten Andersen, che ha giocato sia per la franchigia della Louisiana che per quella della Georgia. A livello giornalistico gli incontri tra queste due squadre vengono talvolta definiti, per i motivi geografici precedentemente detti, Southern Showdown o anche Dixie Championship.

### Tampa Bay Buccaneers
I Buccaneers furono fondati come expansion team nel 1975, ma vinsero la loro prima partita in NFL soltanto nel 1977 (dopo un record complessivo di 0-26) battendo a sorpresa i favoriti Saints 33-14; quella partita costituisce ancora oggi uno dei momenti più bassi della storia della franchigia della Louisiana. Tuttavia è soltanto da quando nel 2002 i Bucs sono stati spostati nella NFC South che tra le due franchigie ha iniziato a nascere una rivalità sempre crescente anno dopo anno. Le due squadre non si sono mai incontrate in partite di playoff, ma sono, assieme ai Jets e ai Ravens le uniche squadre con un record del 100% al Super Bowl (ossia hanno vinto tutti i Super Bowl a cui abbiano partecipato).

### Dallas Cowboys
Pur non trattandosi di una vera e propria rivalità, i tifosi dei Saints sentono particolarmente anche le partite disputate contro i Dallas Cowboys. Il successo dei texani nei loro anni migliori ed il loro auto-affermarsi come "America's Team" hanno portato la squadra di Dallas a conquistare molti tifosi, specialmente negli stati prossimi al Texas, come la Louisiana, tradizionalmente "territorio" della franchigia di New Orleans.

## Apparizioni al Super Bowl
| Stagione                 | Super Bowl               | Coach                    | Luogo                    | Stadio                   | Avversario               | Risultato                | Record |
| ------------------------ | ------------------------ | ------------------------ | ------------------------ | ------------------------ | ------------------------ | ------------------------ | ------ |
| 2009                     | XLIV                     | Sean Payton              | Miami Gardens            | Land Shark Stadium       | Indianapolis Colts       | V 31–17                  | 13–3   |
| Totale Super Bowl vinti: | Totale Super Bowl vinti: | Totale Super Bowl vinti: | Totale Super Bowl vinti: | Totale Super Bowl vinti: | Totale Super Bowl vinti: | Totale Super Bowl vinti: | 1      |

## Giocatori importanti

### Membri della Pro Football Hall of Fame
Alla classe del 2017, dieci tra giocatori e membri dello staff dei Saints sono stati inseriti nella Pro Football Hall of Fame.
| Hall of Famer dei New Orleans Saints |                 |         |           |
| N.                                   | Giocatore       | Ruolo   | Induzione |
| -                                    | Tom Fears       | Allen.  | 1970      |
| 31                                   | Jim Taylor      | FB      | 1976      |
| 81                                   | Doug Atkins     | DE      | 1981      |
| -                                    | Mike Ditka      | Allen.  | 1988      |
| 20,34,35                             | Earl Campbell   | RB      | 1991      |
| -                                    | Jim Finks       | g. man. | 1995      |
| -                                    | Hank Stram      | Allen.  | 2003      |
| 57                                   | Rickey Jackson  | LB      | 2010      |
| 77                                   | Willie Roaf     | T       | 2012      |
| 7                                    | Morten Andersen | K       | 2017      |

Note: Tom Fears e Mike Ditka sono stati indotti per i loro contributi come giocatori per altre squadre. Il primo giocatore ad essere stato indotto principalmente per la sua carriera coi Saints è stato Rickey Jackson nel 2010.

### Numeri ritirati
| Numeri ritirati dai New Orleans Saints |                |       |
| N.                                     | Giocatore      | Ruolo |
| 51                                     | Sam Mills      | LB    |
| 31                                     | Jim Taylor     | FB    |
| 57                                     | Rickey Jackson | LB    |
| 81                                     | Doug Atkins    | DE    |

Note: tutti questi numeri benché ufficialmente ritirati sono stati assegnati in seguito ad altri giocatori attivi. Il numero 8 di Archie Manning, malgrado non sia stato ufficialmente ritirato, non è stato più indossato da nessun altro dopo il ritiro del giocatore.

### Premi individuali
| MVP del Super Bowl |            |       |
| SB                 | Giocatore  | Ruolo |
| XLIV               | Drew Brees | QB    |

| Giocatore offensivo dell'anno |                |       |
| Anno                          | Giocatore      | Ruolo |
| 2008                          | Drew Brees     | QB    |
| 2011                          | Drew Brees     | QB    |
| 2019                          | Michael Thomas | WR    |

| Rookie offensivo dell'anno |               |       |
| Anno                       | Giocatore     | Ruolo |
| 1981                       | George Rogers | RB    |
| 1986                       | Rueben Mayes  | RB    |
| 2017                       | Alvin Kamara  | RB    |

| Rookie difensivo dell'anno |                   |       |
| Anno                       | Giocatore         | Ruolo |
| 2017                       | Marshon Lattimore | CB    |

| Comeback Player of the Year |             |       |
| Anno                        | Giocatore   | Ruolo |
| 2000                        | Joe Johnson | DE    |

| MVP del Pro Bowl |              |       |
| Anno             | Giocatore    | Ruolo |
| 1979             | Chuck Muncie | RB    |

### Record di franchigia
Carriera
| Record in carriera |                  |        |
| Categoria          | Giocatore        | Numero |
| Yard passate       | Drew Brees       | 53.743 |
| TD passati         | Drew Brees       | 385    |
| Yard ricevute      | Marques Colston  | 9.759  |
| TD su ric.         | Marques Colston  | 72     |
| Yard corse         | Deuce McAllister | 6.096  |
| TD su corsa        | Deuce McAllister | 49     |

Stagionali
| Record stagionali |                                                |        |                |
| Categoria         | Giocatore                                      | Numero | Anno           |
| Yard passate      | Drew Brees                                     | 5.746  | 2011           |
| TD passati        | Drew Brees                                     | 46     | 2011           |
| Yard ricevute     | Joe Horn                                       | 1.399  | 2004           |
| TD su ric.        | Jimmy Graham                                   | 16     | 2013           |
| Yard corse        | George Rogers                                  | 1.674  | 1981           |
| TD su corsa       | George Rogers Dalton Hilliard Deuce McAllister | 13     | 1981 1989 2002 |

Fonte:

## La squadra
| Roster dei New Orleans Saints |
| --- |
| Quarterback - 4 Derek Carr - 3 Jake Haener - 18 Spencer Rattler Running Back - 41 Alvin Kamara - 33 Jordan Mims - 46 Adam Prentice FB - 21 Jamaal Williams Wide Receiver - 16 Bub Means - 12 Chris Olave - 17 A.T. Perry - 22 Rashid Shaheed - 84 Mason Tipton - 11 Cedrick Wilson Jr. Tight End - 7 Taysom Hill - 85 Dallin Holker - 83 Juwan Johnson - 87 Foster Moreau Offensive Linemen - 75 Taliese Fuaga T - 78 Erik McCoy C - 62 Lucas Patrick G - 70 Trevor Penning T - 51 Cesar Ruiz - 64 Nick Saldiveri G - 74 Oli Udoh T - 67 Landon Young T Defensive Linemen - 97 Khristian Boyd DT - 90 Bryan Bresee DT - 55 Isaiah Foskey DE - 96 Carl Granderson DE - 94 Cameron Jordan DE - 95 John Ridgeway III DT - 50 Khalen Saunders DT - 93 Nathan Shepherd DT - 98 Payton Turner DE - 99 Chase Young DE Linebacker - 56 Demario Davis MLB - 53 Jaylan Ford OLB - 6 Willie Gay OLB - 52 D'Marco Jackson MLB - 58 Anfernee Orji OLB - 20 Pete Werner OLB Defensive Back - 29 Paulson Adebo CB - 48 J.T. Gray FS - 5 Will Harris SS - 31 Jordan Howden SS - 23 Marshon Lattimore CB - 32 Tyrann Mathieu FS - 14 Kool-Aid McKinstry CB - 36 Rico Payton CB - 1 Alontae Taylor CB Special Team - 19 Blake Grupe K - 43 Matthew Hayball P - 49 Zach Wood LS Lista delle riserve - 73 Chandler Brewer T (IR) - 61 Sincere Haynesworth C (IR) - 77 Justin Herron T (IR) - 76 Trajan Jeffcoat DE (IR) - 25 Kendre Miller RB (IR-DRF) - 92 Tanoh Kpassagnon DE (PUP) - 76 Camron Peterson DT (IR) - 71 Ryan Ramczyk T (PUP) - 45 Nephi Sewell OLB (PUP) - 28 Rejzohn Wright CB (IR) Squadra di allenamento - 24 Johnathan Abram SS - 0 Ugo Amadi FS - 81 Kevin Austin Jr. WR - 38 Millard Bradford SS - 76 Austin Deculus T - 72 Josiah Ezirim T - 60 Kyle Hergel G - 86 Michael Jacobson TE - 35 Jacob Kibodi RB - 57 Niko Lalos DE - 66 Shane Lemieux G - 39 Charlie Smyth K - 13 Equanimeous St. Brown WR - 44 Isaiah Stalbird OLB - 91 Kendal Vickers DT - 82 Treyton Welch TE Roster aggiornato al 11 settembre 2024 53 attivi, 10 inattivi, 15 nella squadra di allenamento |
| Legenda - I rookie sono in corsivo. - Il primo ruolo è il principale mentre gli eventuali successivi indicano i ruoli secondari. - (IR) sta per Injured Reserve ed indica la lista ristretta per un solo giocatore infortunato che può tornare ad allenarsi dopo la settimana 6 e a rientrare in prima squadra dopo che questa ha giocato 8 partite. - (NF-Inj.) / (NF-Ill.) stanno rispettivamente per Non-Football Injured e Non-Football Illness ed indicano le liste dove viene inserito un giocatore che ha un infortunio o una malattia non dipendente dal football americano. - (PUP) sta per Physically Unable to Perform ed indica la lista dove viene inserito un giocatore mentre è in attesa di recuperare la condizione fisica. Nella stagione regolare dopo la sesta partita giocata dalla propria squadra, il giocatore ha tempo tre settimane per riprendere ad allenarsi, più tre settimane aggiuntive dal suo rientro agli allenamenti per rientrare in prima squadra. |

## Lo staff
| Staff dei New Orleans Saints |
| --- |
| Organi dirigenziali - Proprietario - Gayle Benson - Presidente – Dennis Lauscha - Vice presidente esecutivo/General Manager – Mickey Loomis - Vice presidente senior delle operazioni del football/assistente general manager – Khai Harley - Vice presidente senior/assistente general manager – college personnel – Jeff Ireland - Vice presidente del personale professionistico – Michael Parenton - Direttore dell'amministrazione del football – Scott Kuhn - Direttore dell'analitica – Zach Stuart - Direttore delle operazioni della squadra – Derek Stamnos - Consulente del personale senior – Randy Mueller Capo allenatore - Capo-allenatore - Kellen Moore - Capo-allenatore associato/running back – Joel Thomas - Assistente capo-allenatore – Mike Martinez Altri allenatori - Direttore della scienza sportiva – Ted Rath - Preparatore atletico – Matt Clapp - Assistente p.a. – Charles Byrd - Assistente p.a. – Rob Wenning Allenatori dell'attacco - Coordinatore offensivo - Doug Nussmeier - Coordinatore gioco sulle corse – T.J. Paganetti - Quarterback – Scott Tolzien - Wide receiver – Keith Williams - Assistente wide receiver – Kyle Valero - Tight end – Chase Haslett - Offensive line – Brendan Nugent - Assistente offensive line – Jahri Evans - Assistente attacco senior – Scott Linehan - Assistente attacco – Tobijah Hughley Allenatori della difesa - Coordinatore difensivo – Brandon Staley - Coordinatore gioco sui passaggi – Terry Joseph - Defensive line – Bo Davis - Assistente defensive line – Brian Young - Edge – Jay Rodgers - Linebacker – Peter Sirmon - Assistente linebacker – Adam Gristick - Cornerback – Grady Brown - Assistente defensive back – Robert Blanton - Assistente difesa senior – Peter Giunta Allenatori dello special team - Coordinatore special team – Phil Galiano - Assistente special team – Kyle Wilber |

## Cheerleader

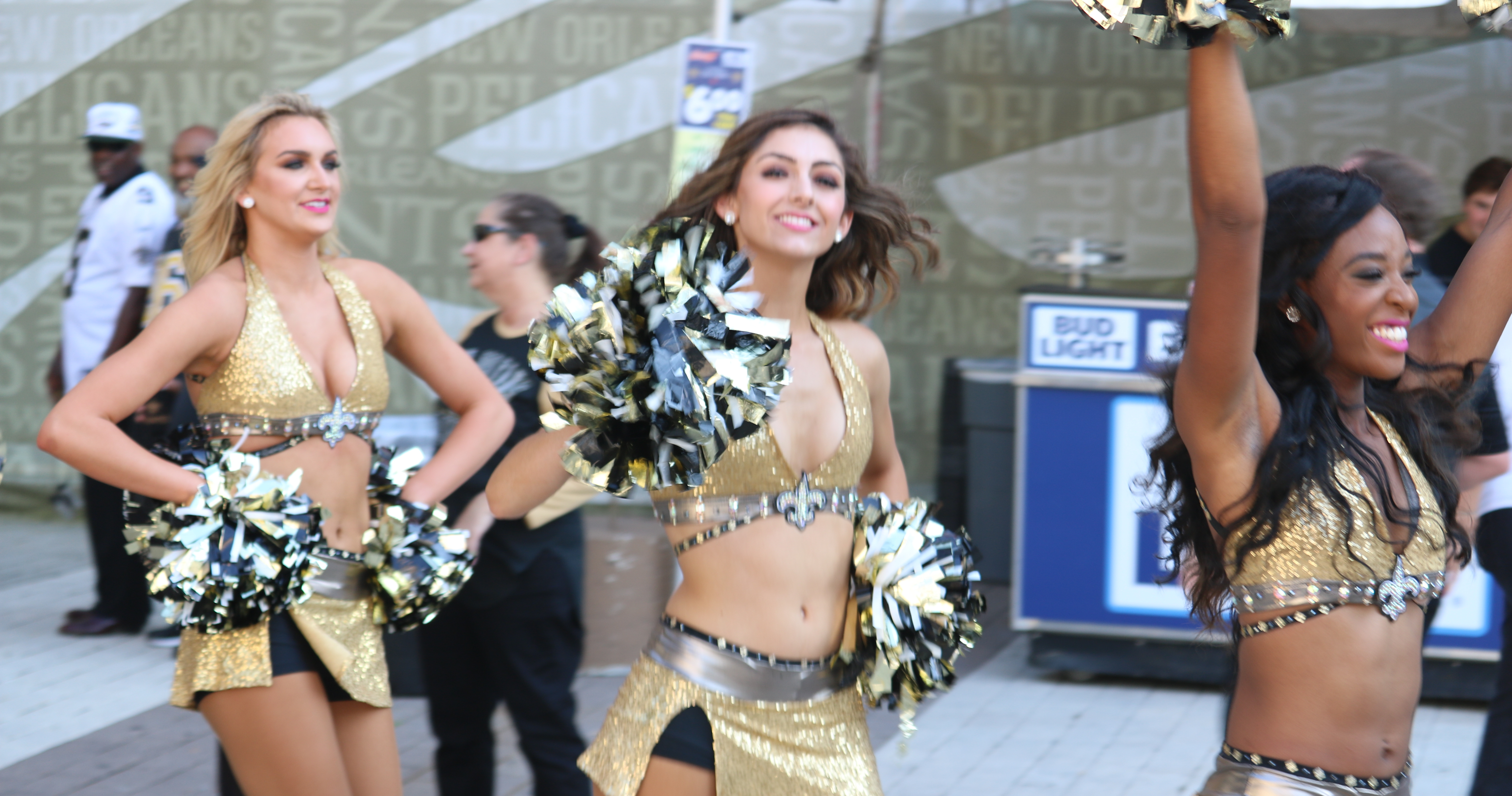
Le Saintsations a Champions Square

Le Saintsations sono il gruppo di cheerleader dei Saints. Un gruppo di ragazze pon pon è esistito fin dalla fondazione della franchigia ma il nome attuale è stato adottato nel 1987.